# 三菱・グランディス
グランディス（GRANDIS）は三菱自動車工業の乗用車である。元々はシャリオから数えて通算4代目となるミニバンで、2012年をもって一度生産・販売が終了されていたが、2025年にボディタイプをSUVに変更の上で車名が復活することとなった。

## ミニバン NA4W型（2003年 - 2012年）

### 概要
デザイン開発の総指揮には当時の三菱自動車のデザイン本部長であったオリビエ・ブーレイ（Olivier Boulay）が起用され、日本独特の美をイメージさせる曲線が多く用いられている。イメージカラーは藤の花をイメージしたミディアムパープルメタリックであった。
エンジンはシャリオグランディスと排気量は変わらないものの、同時期の三菱車に搭載されていたGDIエンジンではなく、新開発のMIVECエンジン（4G69型SOHC）を搭載する。また、4WD車ではインパネのセレクタスイッチで「2WDモード（燃費に優れた前輪駆動モード、発進時のみ4WD制御）」/「4WDモード（路面状況や走行条件に合わせて適切に前後輪の駆動力を配分）」/「LOCKモード（悪路走行時や万一のスタック時など低速での走破性に優れたセンターデフロック4WD）」の切り替えを可能とした、シャリオグランディスの走破性を踏襲しつつ、軽量でコンパクトかつ低燃費を両立させた「マルチセレクト4WD」を採用している。環境性能では、日本国内で3列シートを有する3ナンバーサイズのミニバンとしては初めて超-低排出ガス（平成12年基準排出ガス75%削減）認定車種となった。
内装では、3列目座席における床下収納機能が左右で独立化され、自動車では初となるタバコ臭などのニオイを吸着、分解する消臭加工をインテリア天井材に採用（『安心素材インテリア』として全グレード標準装備）。メーカーオプションとしてはグレードを問わず、エクステリアやインテリアのスタイルおよび基調色、乗車定員などを自由に選択できる、コルトで先行採用された「カスタマーフリーチョイス」が設定された。
発売当初は月間3,000台の販売台数を計画していた。広告ではデザインの美しさを前面にアピールしたものの、期待したほど受け入れられず、販売につながらなかった。好みが分かれるスタイリングや競合車種のモデルチェンジ、そして2004年の三菱リコール隠し問題も追い討ちをかけ、販売状況は厳しいものであった。日本向けの生産が終了する2009年春頃には、日本国内においてはステーションワゴン型Lクラスミニバンの市場自体がしぼんでおり、月販わずか30数台という惨憺たる状況であった。
三菱が2003年に発表した、ダイムラー・クライスラーと共同開発した燃料電池自動車は本車種をベースとした。F-Cellの技術を取り入れ、バラード・パワー・システムズ製燃料電池と最高出力65kWのモーターを搭載した。しかし車両重量が2トンに及び、また水素ボンベの関係でサードシートをなくし乗車定員は5人に減少。経済産業省主導による水素燃料電池実証プロジェクト（JHFC）にも参加したが後に撤退した。

### 年表
- 2003年
  - 5月14日 - 品川に完成した新社屋こと品川三菱ビル（現在の品川グランドセントラルタワー）のホールにて発表。
  - 5月17日 - 発売。キャッチコピーは「世界のわがまま グランディス」。
  - 5月17日 - 翌18日にかけて、三菱自動車の新社屋と全国のディーラーにて手塚プロダクションとの共同企画「アトム・チャリティー」を開催した。チャリティーでの寄付金総額は1505万4,000円になった[1][2]。
- 2004年5月25日 - 欧州仕様のボディ剛性強化と専用サスペンションを搭載したスポーツ-Eを追加。同時にTCL/ASCの装備（スポーツ-Eは標準装備、他グレードは全車メーカーオプション）、ボディカラー一部変更等の一部改良を実施。キャッチコピーは「38才のグランディス」。
- 2005年5月24日 - インテリアやエクステリアデザイン、装備、メカニズム、グレード名などの見直しをした大規模なマイナーチェンジを実施。エクステリアはフロントグリルが、インテリアはカラーリングが一新された。グレードの名称は、スポーツ-E、スポーツ-X、スポーツはスポーツ-Eに一本化され、エレガンス-Xはエクシード-X、エレガンスはエクシードへ、スタンダードはMXとなった。SUV風モデルのSPORT GEAR（スポーツギア）を追加。
- 2007年7月4日 - マイナーチェンジ。カーナビゲーションのメディアがDVDからHDDに切り替えられ、グレードの名称がエクシード-XはGへ、エクシードはMへ、MXはSとなり、スポーツギアはこれまでの単一グレードから、スポーツギアG（上位グレード）・スポーツギアM（標準グレード）・スポーツギアS（廉価グレード）に分割変更された。
- 2009年5月 - 日本市場での販売を終了。これにより、シャリオから数えて通算26年の歴史に幕を閉じた。好評な海外向けへは生産を継続。なお、日本市場での間接上の代替車種は既存のSUV型ミニバンのデリカD:5となる。
- 2012年 - 日本国外市場での販売を終了した。

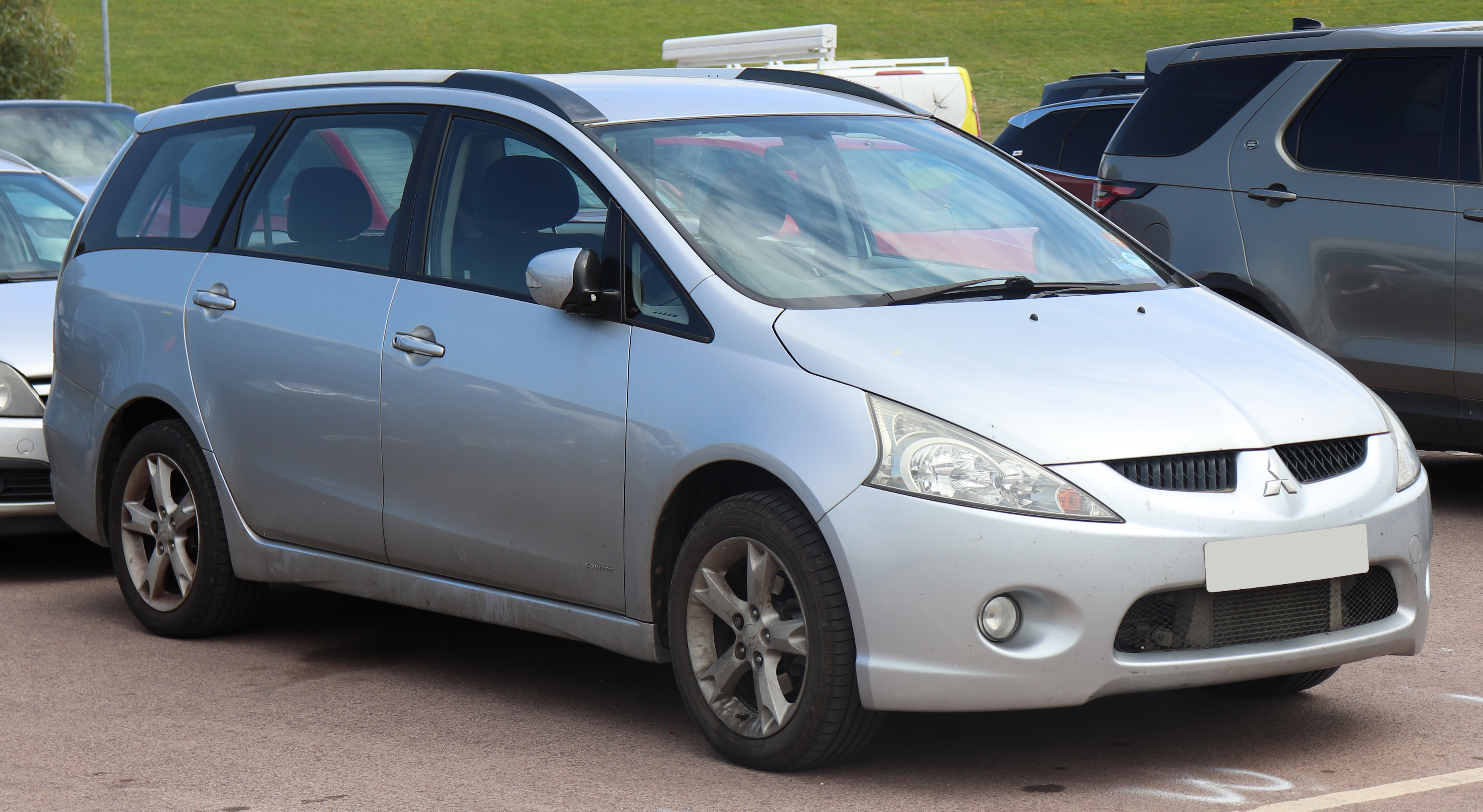
前期型（スポーツ外装の海外仕様：2003年5月-2005年5月）
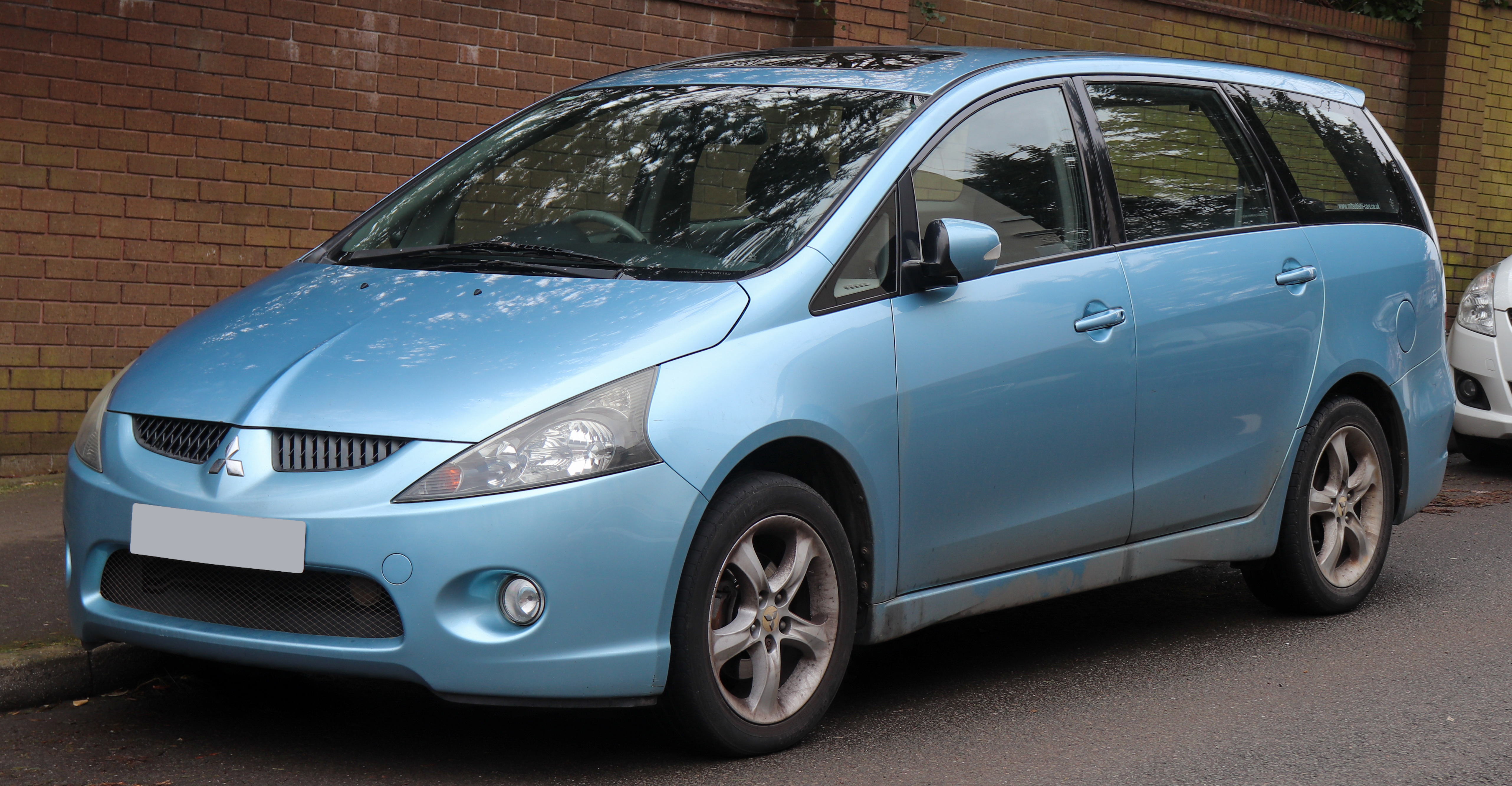
欧州仕様 前期型（フロント）
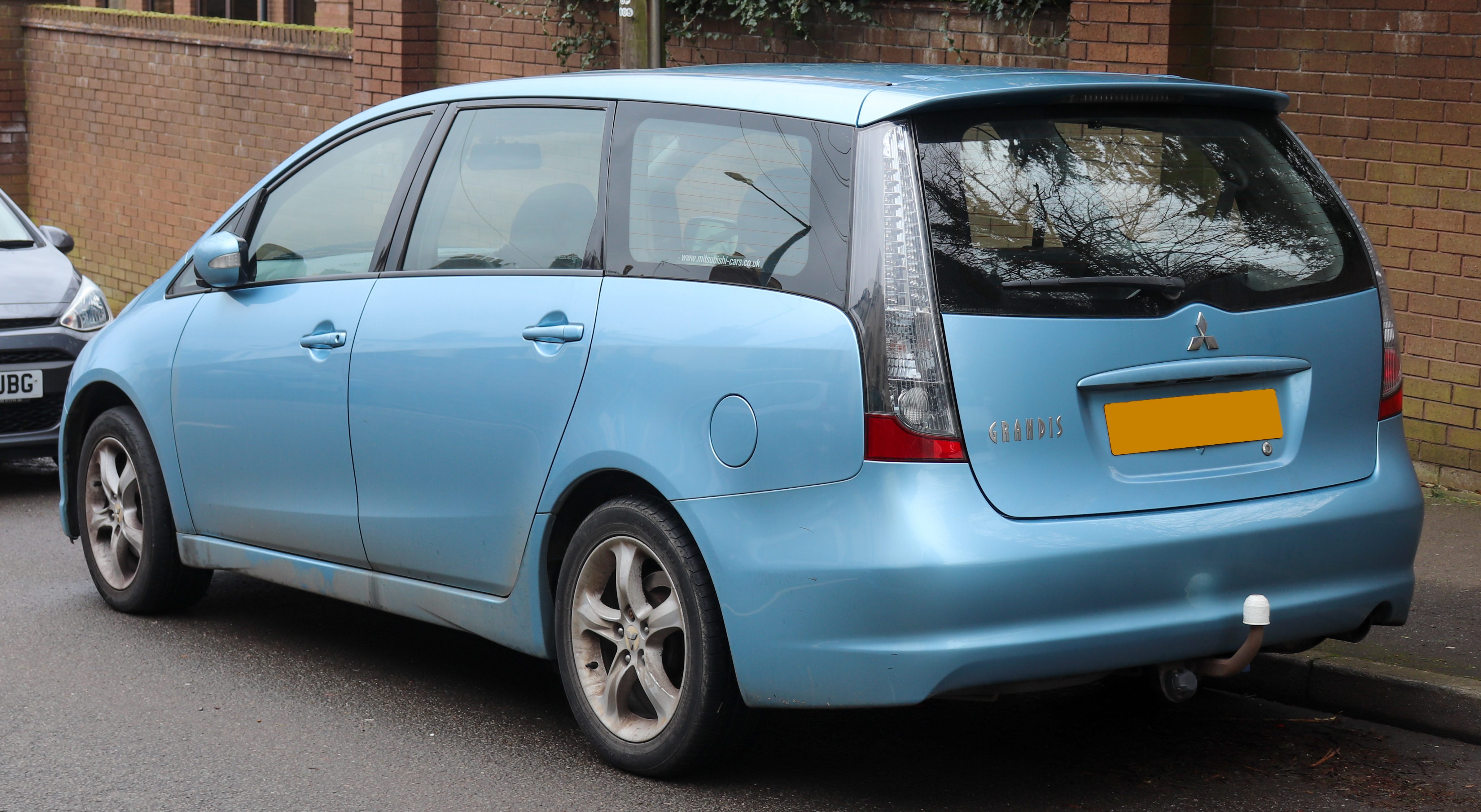
欧州仕様 前期型（リア）
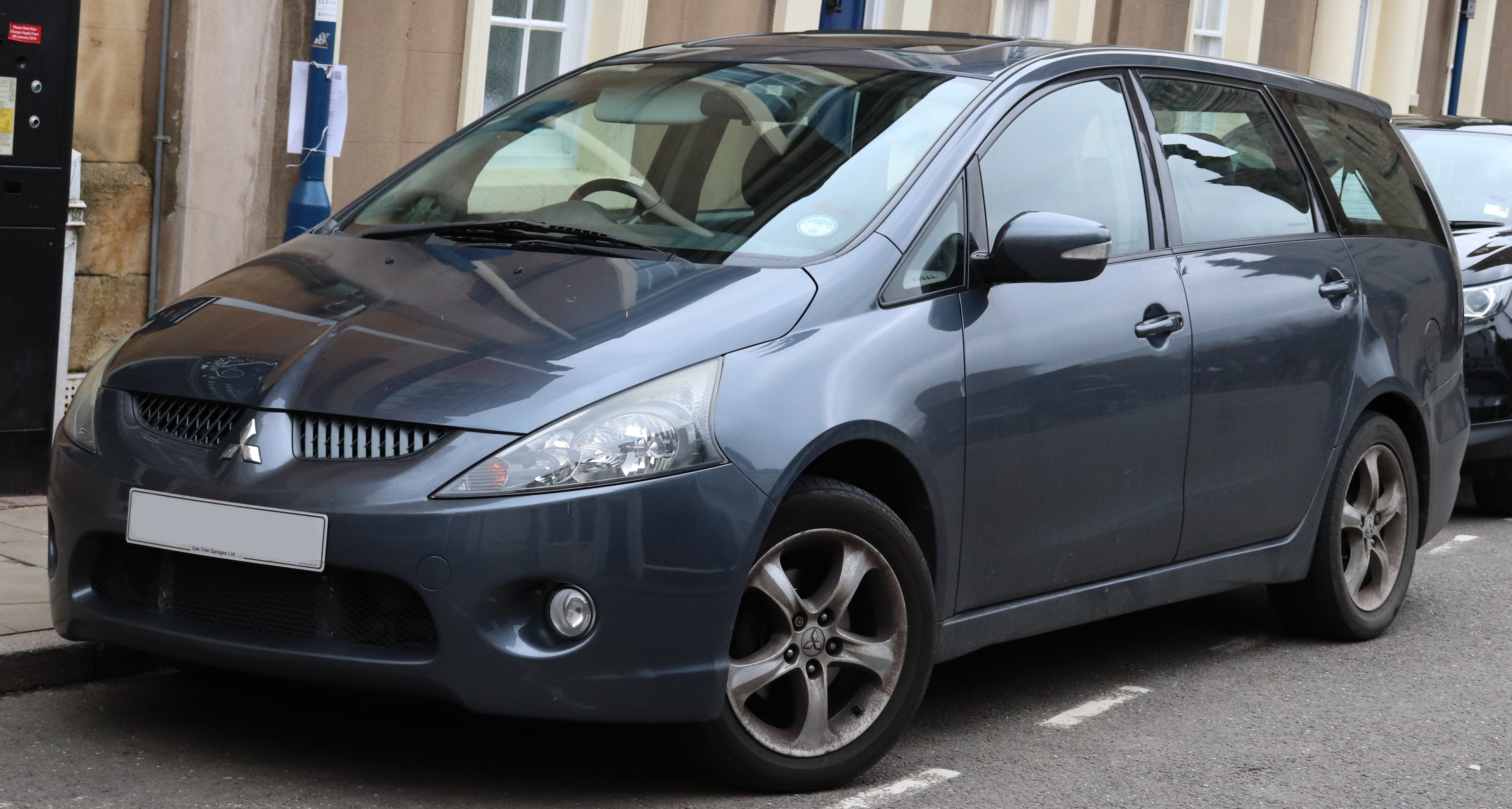
欧州仕様 前期型 エレガンス（フロント）
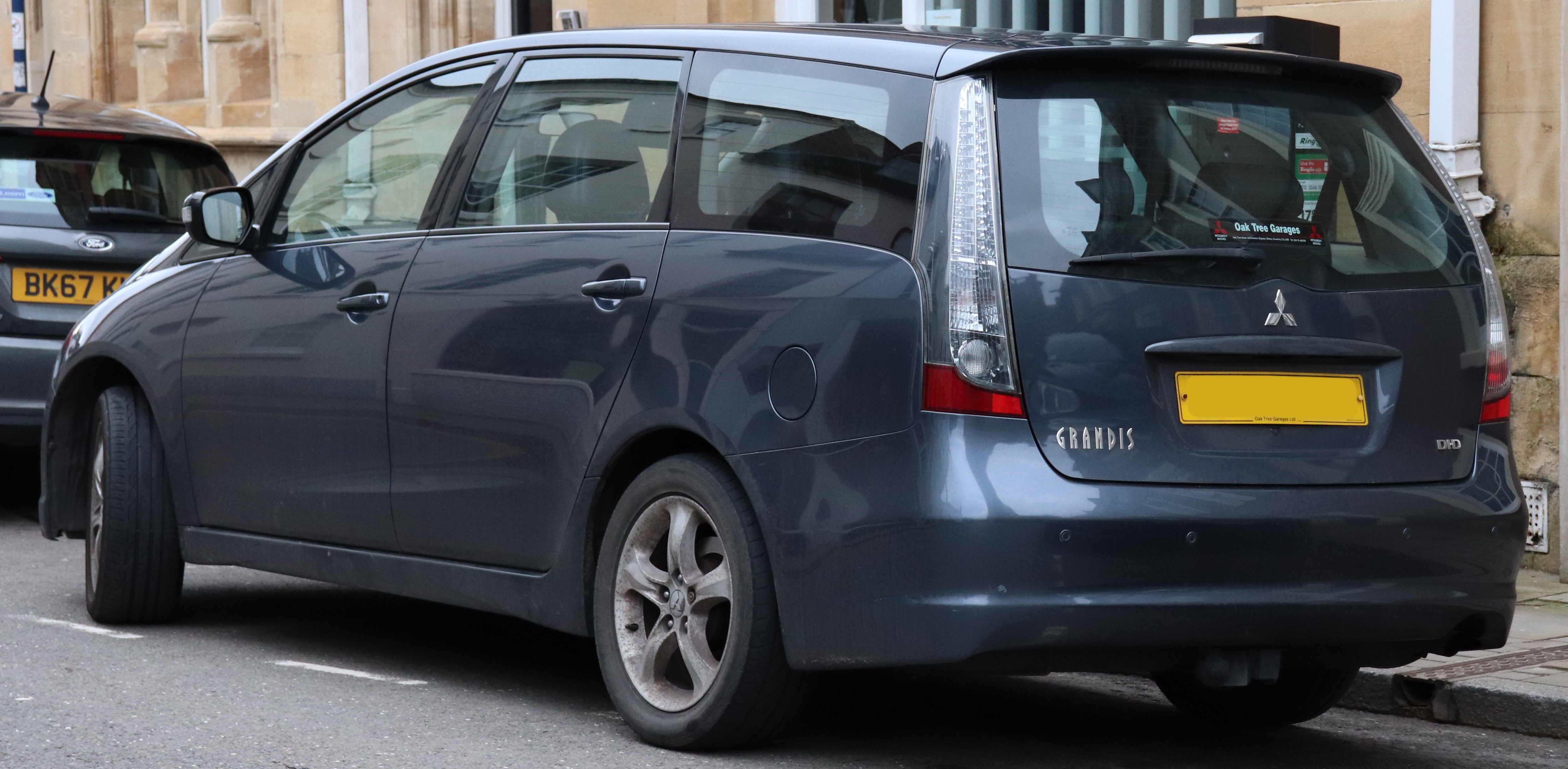
欧州仕様 前期型 エレガンス（リア）
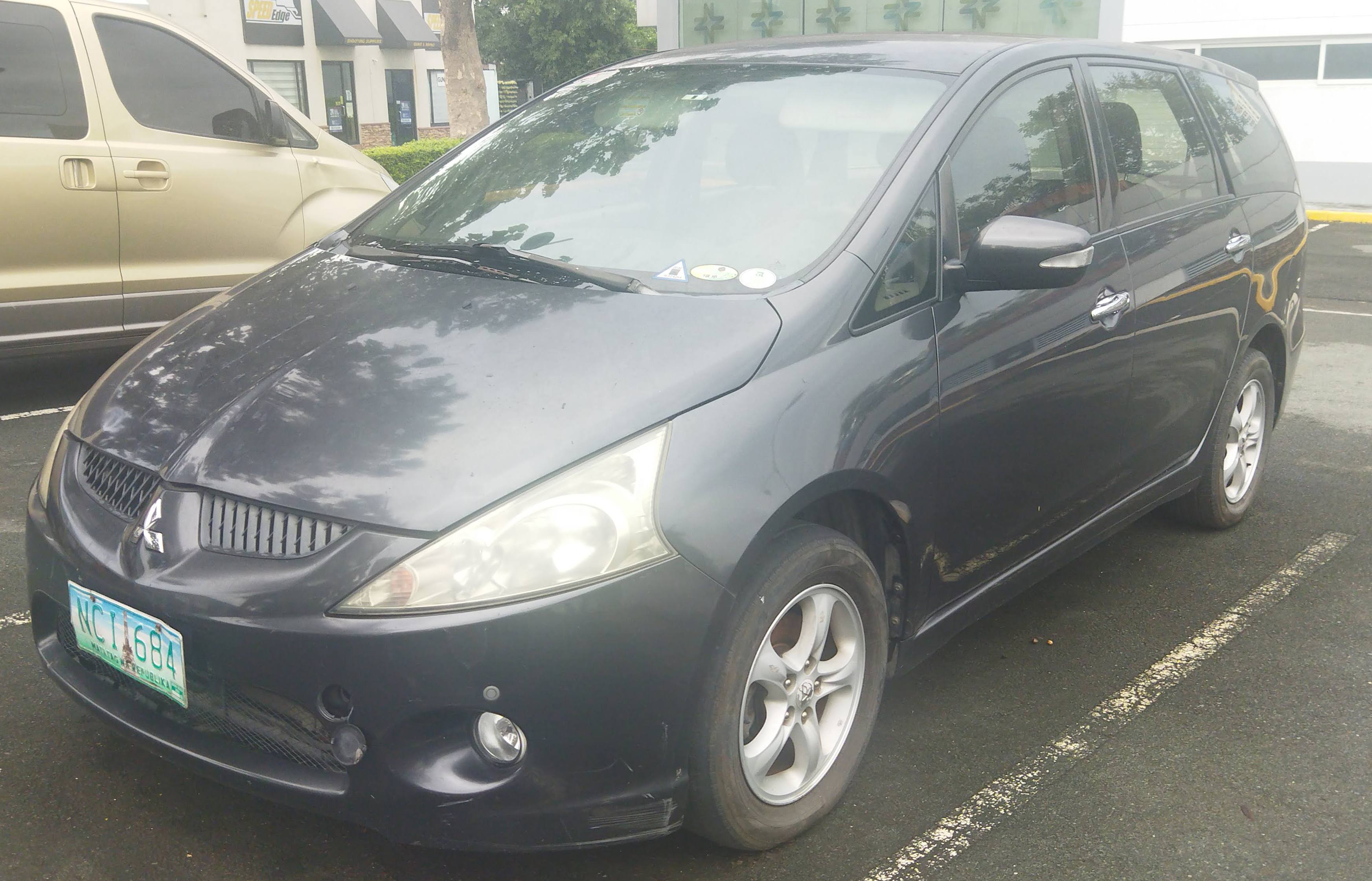
中国仕様 前期型 2.4 MIVEC（フロント）
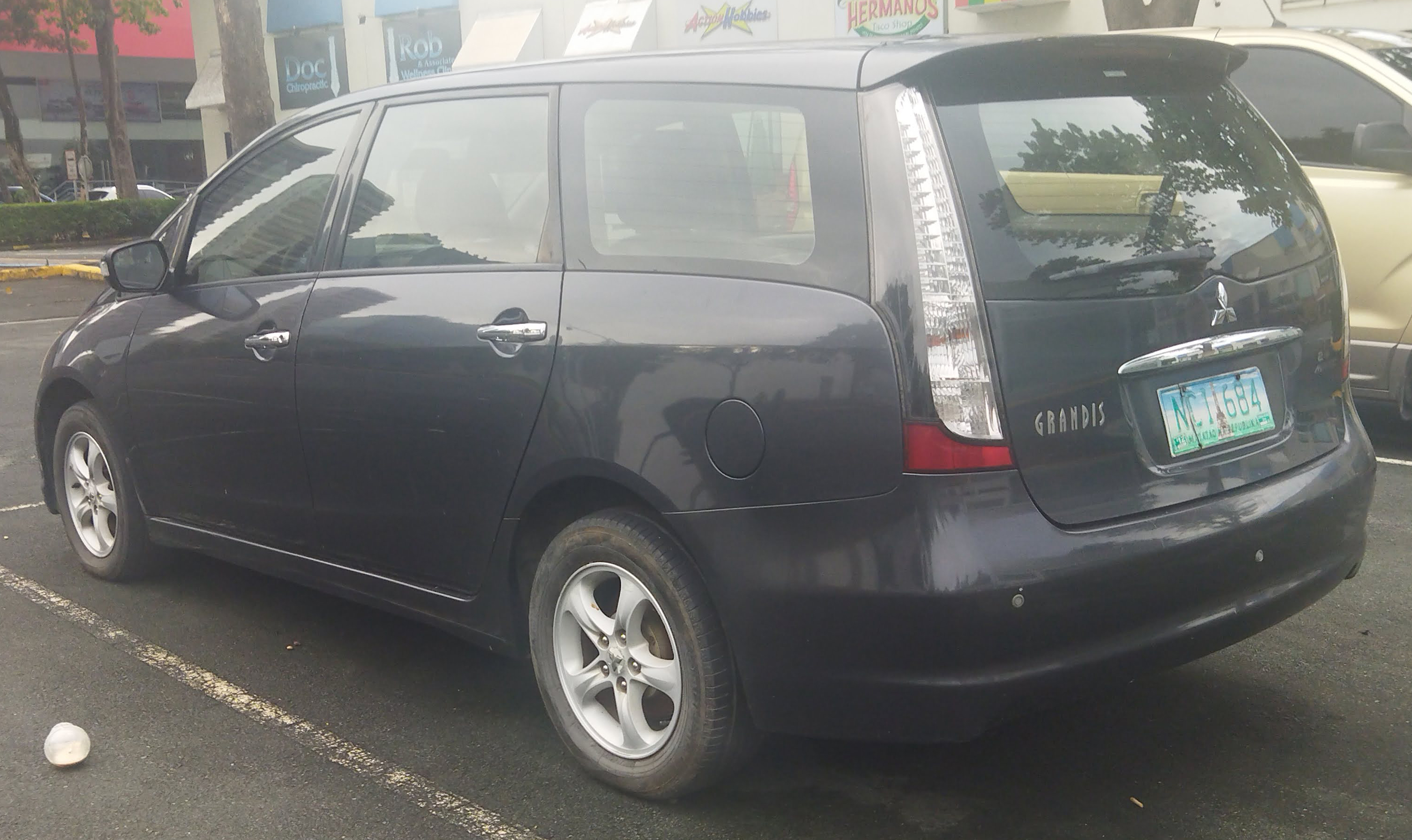
中国仕様 前期型 2.4 MIVEC（リア）
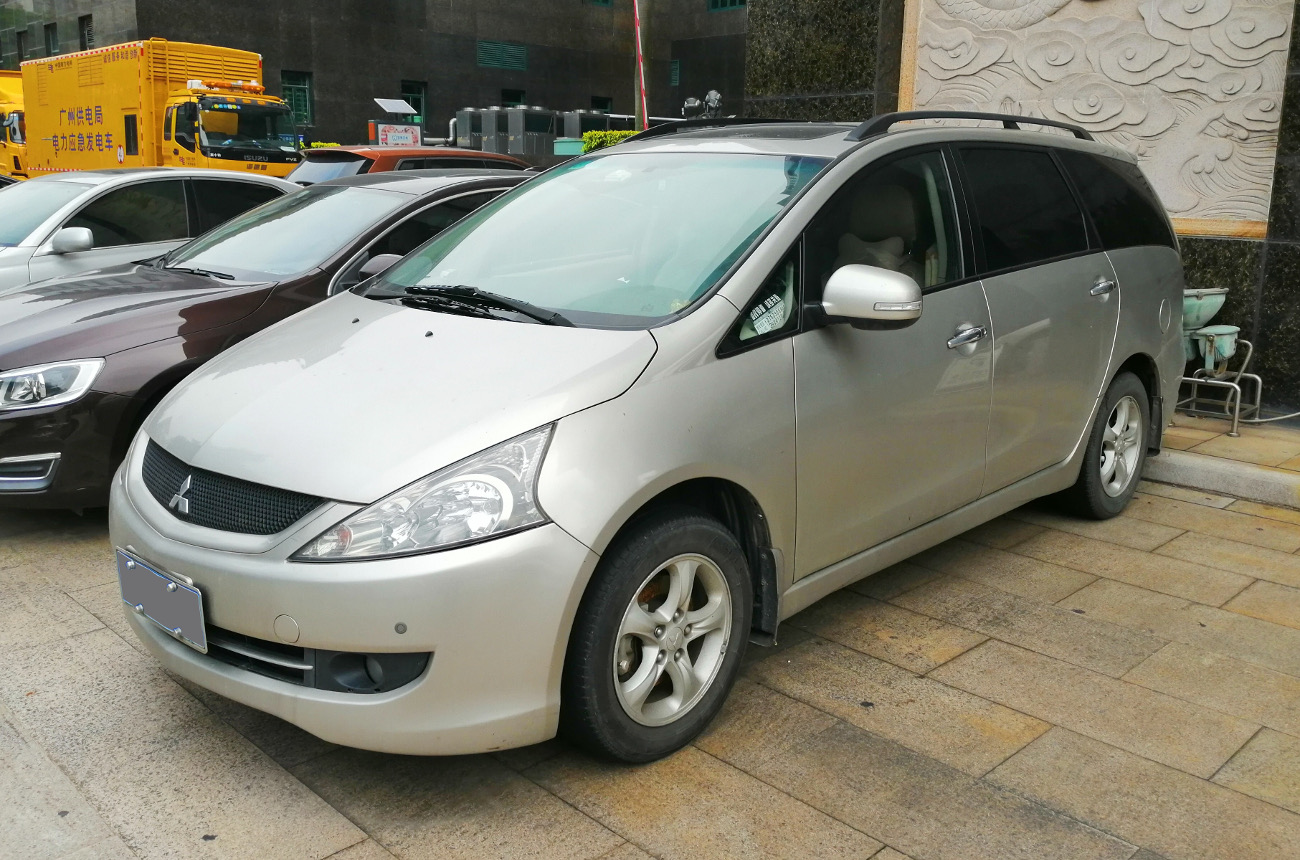
中国仕様 後期型（フロント）
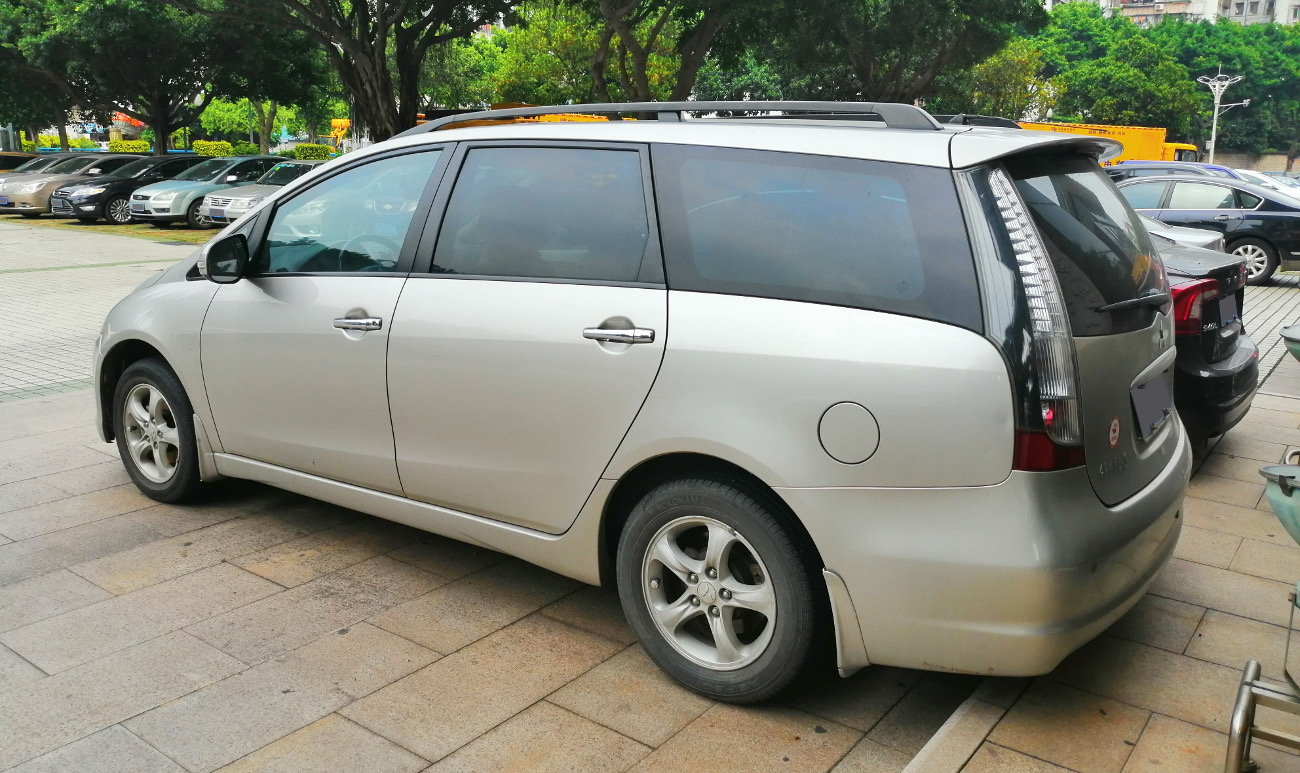
中国仕様 後期型（リア）

## SUV（2025年(予定) - ）
現地時間の2025年7月1日に三菱自動車の欧州事業を統括するミツビシ・モーターズ・ヨーロッパが「グランディス」を発表。ボディタイプがSUVとなったものの、2012年の生産終了から13年ぶりの車名復活となった。
当代ではアライアンスパートナーであるルノーからOEM供給を受け、ルノー・シンビオズをベースにダイナミックシールドデザインを採用している。ルノーからOEM供給を受けるのは三菱・コルト以降4例目である。
パワートレインは1.3Lのターボエンジンを搭載するMHEVと1.8Lの自然吸気エンジンに駆動用と発電用の2つのモーターを搭載したHEVの2種類を設定。2列・5人乗り仕様となる。

### 沿革
- 2025年
  - 7月2日 - ミツビシ・モーターズ・ヨーロッパ（英語版）のオンライン発表会にて世界初公開[4]。

## 製造工場

### 初代
- 岡崎製作所（愛知県岡崎市）
- ミツビシ・モーターズ・タイランド ラムチャバン工場（現地名：スペースワゴン）
- ビナ・スター・モーターズ

### 2代目
- バリャドリッド工場（スペインカスティーリャ・イ・レオン州バリャドリッド県）